# Sherilyn Fenn
Sheryl Ann Fenn (ur. 1 lutego 1965 w Detroit) – amerykańska aktorka, nominowana do nagrody Emmy i Złotego Globu. Międzynarodową sławę zyskała dzięki roli Audrey Horne w serialu Davida Lyncha Miasteczko Twin Peaks z 1990 roku. Jest również znana ze swej kreacji w filmach Myszy i ludzie, Ruby, Boxing Helena oraz głównej roli w biograficznym filmie o Elizabeth Taylor – Liz: Historia Elizabeth Taylor.

## Dzieciństwo
Fenn urodziła się jako Sheryl Ann Fenn w Detroit w stanie Michigan. Pochodzi z rodziny muzycznej: jej matka (Arlene Quatro) grała na keyboardzie, jej ciotka (Suzi Quatro) była piosenkarką, jej dziadek (Art Quatro) był muzykiem jazzowym natomiast jej ojciec Leo Fenn zajmował się promowaniem gwiazd muzycznych takich jak zespół Suzie Quatro „The pleasure Seekers”, „Alice Cooper” czy też „The Billion Dollar Babies”. Fenn posiada włosko-węgierskie korzenie ze strony matki oraz irlandzko-francuskie ze strony ojca. W dzieciństwie i okresie dojrzewania Sherilyn Fenn dużo podróżowała ze swoją matką i dwoma starszymi braćmi nie posiadając praktycznie jednego, stałego miejsca zamieszkania. Kiedy ukończyła 17 lat, cała jej rodzina osiedliła się w Los Angeles. Fenn, która miała usposobienie dość poważne i domorosłe postanowiła nie rozpoczynać nauki w kolejnym college’u, ale zająć się sztuką. W tym celu wstąpiła do Szkoły Teatralnej Lee Strasberga.

## Wczesna kariera aktorska (1984–1989)
Fenn rozpoczęła swoją karierę aktorską grając w niskobudżetowych filmach, jak np. „The Wild Life” z 1984 roku z Chrisem Pennem, „Thrashin'” z 1986 roku z Joshem Brolinem i Pamelą Gidley, w filmie fantasy „The Wraith” z 1986 roku z Charlie Sheenem, w „The Zombie High” z 1987 roku u boku Virginii Madsen oraz w „Pięknej i Bestii” inspirowanym filmem erotycznym „Meridian”. W roku 1985 Fenn zagrała również pamiętną rolę w kultowej komedii dla nastolatków „Just One of the Guys”, w której próbuje uwieść przebraną za chłopaka dziewczynę graną przez Joyce Hyser. Sherilyn Fenn wystąpiła także u boku Johnny’ego Deepa w roku 1985 w krótkim filmie studenckim pod tytułem „Dummies”. Znajomość z Deepem przekształciła się w 3,5-letni związek, którego naturalnym następstwem były zaręczyny pary. W 1987 roku Fenn ponownie stanęła u boku narzeczonego na planie filmowym – zagrała w jednym z odcinków pierwszej serii serialu „21 Jump Street” w odcinku „Blindsided”.
Fenn jest jedną z niewielu aktorek, która potrafi przyznać, że często pojawiała się w filmach, które nie były warte zapamiętania. Fenn pojawiała się również w niskobudżetowych filmach z wyraźnym tłem erotycznym. Często mówiła, że pomimo podpisanego, szczegółowego kontraktu z producentem, reżyserzy tychże filmów niejednokrotnie starali się przekonać ją, aby w filmach zmieniła niektóre postanowienia umowy i grała nago. O początkach swojej kariery mówiła również, że zamiast bycia np. kelnerką i oczekiwania, aż ktoś ją odkryje – podejmowała się wielu rozmaitych ról próbując nieustannie wzbogacać swój warsztat. Dużą pomoc i motywację do tych poczynań aktorka przypisuje swojemu agentowi, który jak twierdzi zawsze w nią wierzył.
Swoją pierwszą, prawdziwie gwiazdorską rolę Fenn zagrała jako zaręczona spadkobierczyni znakomitego rodu, która ulega czarowi zwykłego pracownika w filmie z gatunku romansu z tłem erotycznym pod tytułem „Spotkanie dwóch księżyców”. Po premierze filmu, który zakwalifikowano do rodzaju niskobudżetowych erotyków Fenn twierdziła, że potrzebuje dłuższej przerwy, aby ukryć się przed zakłopotaniem, w które wprawiły ją opinie widzów sugerujących, że odegrana rola była zbyt odważna. Fenn mówiła również, że po każdej scenie erotycznej podczas kręcenia filmu płakała i popadała w przygnębienie. Po tym doświadczeniu Fenn postanowiła zwiększyć kontrolę nad swoją karierą aktorską nie pozwalając, aby inni decydowali o tym gdzie i jaka rolę zagra.

## Okres „Twin Peaks” (1990–1991)
Za najbardziej głośną rolę Sherilyn Fenn, która rozsławiła jej nazwisko uważa się rolę nierozważnej Audrey Horne w serialu Davida Lyncha i Marka Frosta Miasteczko Twin Peaks z lat 1990–1991. Niezatarte wrażenie doskonałej gry aktorskiej i umiejętnego przedstawienia postaci szkolnej femme fatale sprawiły, że Fenn zyskała rzesze fanów, którzy docenili i polubili nie tylko charakter postaci (lekkomyślnej i platonicznie zakochanej w agencie Dale'u Cooperze granym przez Kyle’a MacLachlana), ale również sposób ubierania postaci właściwy latom 50. XX wieku, w którym wyróżniały się kraciaste spódniczki i obcisłe sweterki. Do historii przeszły zwłaszcza dwie sceny Fenn; pierwszą z nich jest słynny „Taniec Audrey”. Do tej (i nie tylko) sceny muzykę skomponował Angelo Badalamenti, a utworowi do tej sceny nadano taki właśnie tytuł. Druga ze scen, która zapewniła Fenn pamięć w historii kina jest scena z wisienką, którą Fenn wkłada do ust, a po chwili wyjmuje ją, tyle że z zawiązanym ogonkiem. Mówi się także, że dzięki znakomitej grze aktorskiej Fenn, serial parł do przodu zapewniając sobie ogromną popularność oraz wykluczając wszelkie inne produkcje z gatunku serialowych erotyków. Fenn określa swoją postać w następujący sposób: „Audrey Horne jest zarówno kobietą, jak i dzieckiem, które ubiera się w sposób eksponujący piękno jej ciała. W tym samym czasie jednakże Audrey jest również małą córeczką swojego ojca, Benjamina Horne’a”.
W drugim sezonie kręcenia serialu pojawił się pomysł wywołania romansu pomiędzy bohaterką a agentem Cooperem. Ideę tę szybko jednak porzucono, a losy bohaterki połączono z serialowym Bobbym Briggsem (granym przez Dana Ashbrook), a potem również z Johnem Justicem Wheelerem (granym przez Billyego Zane’a).
Krótko po realizacji Twin Peaks, David Lynch dał aktorce również zwracającą uwagę rolę w jego innym projekcie – filmie „Dzikość serca”, w którym Fenn pojawiła się u boku Nicolasa Cage’a i Laury Dern. Fenn zagrała tam dziewczynę zranioną w wypadku samochodowym, która w wyniku szoku powypadkowego dostaje histerii i eksponuje ją obsesyjną uwagą poświęconą zawartości swojej torebki. Reżyser filmu David Lynch, aby zobrazować jej sposób odegrania roli zalecił: „Myśl tylko o tym: skarpetki dziewczęce, pomadka do ust, portfel i grzebień – to wszystko. To ma być abstrakcyjne”. „Narysowałem jej po prostu tę scenę, a ona jest zdolna, aby ją odegrać, ona jest jak chińska laleczka”. David Lynch, który opisywał Fenn jako „5 stóp nieba z końskim ogonem” twierdził, że przywołuje ona w nim skojarzenie z delikatną lalką z porcelany, a odwaga do przeżywania nowych doświadczeń i kreatywność tworzenia wzbudzają w nim głęboki podziw i szacunek dla filigranowej aktorki.
W niedługim czasie po powyższych doświadczeniach w 1991 roku Fenn podjęła się roli w telewizyjnym gangsterskim filmie kanału ABC. Zagrała tam Billie Frechette, dziewczynę Johna Dillingera. Film nosił nazwę „Dillinger”, a aktorka miała okazję zagrać w nim u boku Marka Harmona. Kolejną pozycją w jej filmografii był film „Pożądanie i piekło w motelu zachodzącego słońca”. W tej czarnej komedii z gatunku noir Fenn zagrała namiętną i kuszącą mężczyzn femme fatale. W filmie partnerowali jej David Hewlett i Whip Hubley. Po epoce „Twin Peaks” szybko zauważyła jednak, że producenci i reżyserzy oferowali jej role będące wariacjami na temat Audrey Horne z serialu Lyncha. Z tego powodu Fenn postanowiła za wszelką cenę uniknąć dalszych ról, które nawiązywałyby do postaci z serialu. Fenn twierdziła wówczas, że proponowane role klonu Audrey Horne nigdy nie były równie dobre, zabawne czy wysmakowane. Stanowisko w tej sprawie stało się również jedną z głównych przyczyn, dla których Fenn odmówiła udziału w prequelu serialu, pełnometrażowym filmie z 1992 roku „Twin Peaks: Ogniu krocz ze mną” uczestnicząc w tym czasie w kręceniu filmu „Myszy i ludzie”.

## Okres po Twin Peaks (1992–1995)
Po dwóch nominacjach do nagrody Emmy i Złotego Globu za rolę w serialu Miasteczko Twin Peaks oraz sesji zdjęciowej dla magazynu Playboy, do której wykonania wybrała swojego ówczesnego partnera Barry’ego Hollywooda, Fenn ze swoją olśniewającą urodą i znanym dorobkiem aktorskim została uznana za symbol seksu. Jeszcze w październiku 1990 roku podczas promocji serialu Davida Lyncha aktorka pojawiła się na okładce magazynu Rolling Stone z Mädchen Amick i Larą Flynn Boyle. W tym samym roku „US Magazine” umieścił Fenn na liście 10 najpiękniejszych kobiet świata. Rok później magazyn „People” w podobnym, tyle że 50-osobowym zestawieniu również znalazł miejsce dla aktorki. Fenn pozowała dla fotografa Stevena Meisela, który dokumentował kampanię reklamową kolekcji jesień/zima 1991-1992 dla domu mody Dolce&Gabbana. W sesji tej, Fenn została ucharakteryzowana na klasyczną hollywoodzką femme fatale. W roku 1992 uczestniczyła w sesji fotografa George Hurrella, który przygotowywał serię zdjęć gwiazd fotografując Sharon Stone, Julian Sands, Raquel Welch, Erica Roberts i Seana Penna. W tej sesji Fenn wystylizowano na kobietę z lat 30. XX wieku dopasowując do jej niezwykłej urody stroje, makijaż i fryzury ze wspomnianego okresu.
W roku 1991 hollywoodzki trener gwiazd filmowych, Roy London, wybrał Fenn do swojego filmu, którym debiutował jako reżyser. W filmie pod tytułem „Pamiętnik zabójcy” aktorka zagrała rolę młodej matki zdeterminowanej do ochronienia swojego dziecka przed zabójcą granym przez Foresta Whitakera. Film spodobał się krytykom i w tym samym roku dostał nominację do Nagrody Krytyków na Deauville Film Festival. Jak się okazało, punktem zwrotnym w karierze Fenn okazała się właśnie znajomość z Londonem. Aktorka twierdziła bowiem, że okres związany z serialem Miasteczko Twin Peaks był momentem zarówno sławy, ale również wielu rozczarowań. Wywodziły się one z faktu, że proponowane kolejne role stanowiły opisywany powyżej rodzaj nieudanego i płytkiego kopiowania postaci bohaterki z serialu Lyncha. Używanie jej wizerunku jako pięknego ornamentu filmu, Fenn uznawała za zbyt płytkie i nieambitne. Znajomość z Londonem natomiast uświadomiła jej, że istnieje głębsze dno sztuki aktorskiej, a ona sama ma wystarczający talent i serce do tego, aby zaangażować się w nowe, bardziej wyszukane i oryginalne projekty. Od Londona, swojego nowego przewodnika w sztuce filmowej, Fenn mówiła, że „nauczyła się znajdowania ról pasjonujących, takich, które umieją przemówić do ciebie i pomóc rozwinąć się twojemu talentowi na jednym z etapów tworzenia”.

## Filmografia
- 1984: Milczące serce (Silence of the Heart)
- 1984: The Wild Life
- 1985: Po prostu chłopak (Just One of the Guys)
- 1985: Out of Control
- 1986: Widmo (The Wraith)
- 1986: Thrashin'
- 1987: Szkoła zombie (Zombie High)
- 1988: Spotkanie dwóch księżyców (Two Moon Junction)
- 1988: Divided We Stand
- 1988: Strefa zbrodni (Crime Zone)
- 1988: A Family Again
- 1989: Prawdziwa krew (True Blood)
- 1990: Władczyni zamku (Meridian)
- 1990–1991: Miasteczko Twin Peaks (Twin Peaks)
- 1990: Dzikość serca (Wild at Heart)
- 1990: Zaułek marzeń (Backstreet Dreams)
- 1991: Zabójca (Diary of A Hitman)
- 1991: Dillinger
- 1992: Ruby
- 1992: Myszy i ludzie (Of Mice and Men)
- 1993: Uwięziona Helena (Boxing Helena)
- 1993: Trzy serca (Three of Hearts)
- 1993: Fatalny instynkt (Fatal Instinct)
- 1994: Wiosenne przebudzenie (Spring Awakening)
- 1995: Slave of Dreams
- 1995: Liz: Historia Elizabeth Taylor (Liz: The Elizabeth Taylor Story)
- 1996: Na śmierć i życie (A Season in Purgatory)
- 1996: Czarny sekret FBI (The Assassination File)
- 1997: Do rany przyłóż (Just Write)
- 1997: Szaleństwo ojca chrzestnego (The Don's Analyst)
- 1997: Lovelife
- 1998–2001: Brutalne przebudzenie (Rude Awakening)
- 1998: Outside Ozona
- 1998: Ludzie cienia (The Shadow Men)
- 1999: Cement
- 1999: Mroczny sekret (Darkness Falls)
- 2001: Niesamowite opowieści (Night Visions)
- 2001: Poza sezonem (Off Season)
- 2002: Niebezpieczny trop (Scent of Danger)
- 2002: Jezioro marzeń (Dawson’s Creek)
- 2002: Szwindel ($windle)
- 2003: Gin and the Rumble Within
- 2003, 2006–2007: Kochane kłopoty (Gilmore Girls)
- 2003: Lesser of Three Evils
- 2003: Nocne rozmowy (Nightwaves)
- 2003: Odmienne stany moralności (The United States of Leland)
- 2004: Mroczny wojownik (Dream Warrior)
- 2004: Pop Rocks
- 2004: Mr. Ed
- 2004: Jaskinie serca (Cavedweller)
- 2005: Stróże prawa (Officer Down)
- 2005: Zabójcza pułapka (Deadly Isolation)
- 2005: Special Thanks to Roy London
- 2006: Cattle Call
- 2006: Novel Romance
- 2006: Whitepaddy
- 2007: Nocni łowcy (Treasure Raiders)
- 2007: Diukowie Hazzardu: Początek (The Dukes of Hazzard: The Beginning)
- 2007: Pięść wojownika (Fist of the Warrior)
- 2017: Twin Peaks